# Magnolia jardinensis
Magnolia jardinensis es un árbol de gran tamaño que se conoce también como gallinazo blanco, copachí o centello.

## Descripción
Árbol de gran tamaño que puede alcanzar entre 25 m de altura y 60 cm de diámetro. La corteza es gris con vetas indefinidas más oscuras. Estípulas de las hojas jóvenes con pubescencia lanosa dorada. Las hojas son simples alternas espiraladas, elípticas, cartáceas, de 15,3 a 34 cm de largo por 10,6 a 21,4 cm de ancho, presenta pubescencia densa, dorada por el envés; pecíolo con cicatriz longitudinal que lo cubre casi totalmente. Las flores son de color crema, botón floral cubierto con tres brácteas pubescentes, posee tres sépalos y ocho pétalos carnosos. Los frutos son pequeños elípticos.</ref>

## Hábitat y distribución local
Es una especie endémica del departamento de Antioquía, crece en bosques húmedos y muy húmedos montano bajos, en la Cordillera Occidental en el municipio de Jardín, entre 1.900 y 2.800 m s. n. m.

## Usos
Probablemente al igual que otras especies de la familia, fue ampliamente explotada en el pasado por su madera para diversos fines.

## Situación actual
La Magnolia jardinensis fue categorizado como “En Peligro Crítico” (CR), en el Libro Rojo de Plantas de Colombia, lo cual se debe a que su rango de distribución y su población son muy pequeños.

## Floración y Fructificación
En el copachí se registran flores casi todo el año, mostrando una leve disminución de su actividad reproductiva durante el mes de junio. La floración es abundante, registrándose tanto botones como flores abiertas en más del 20% de la copa. 

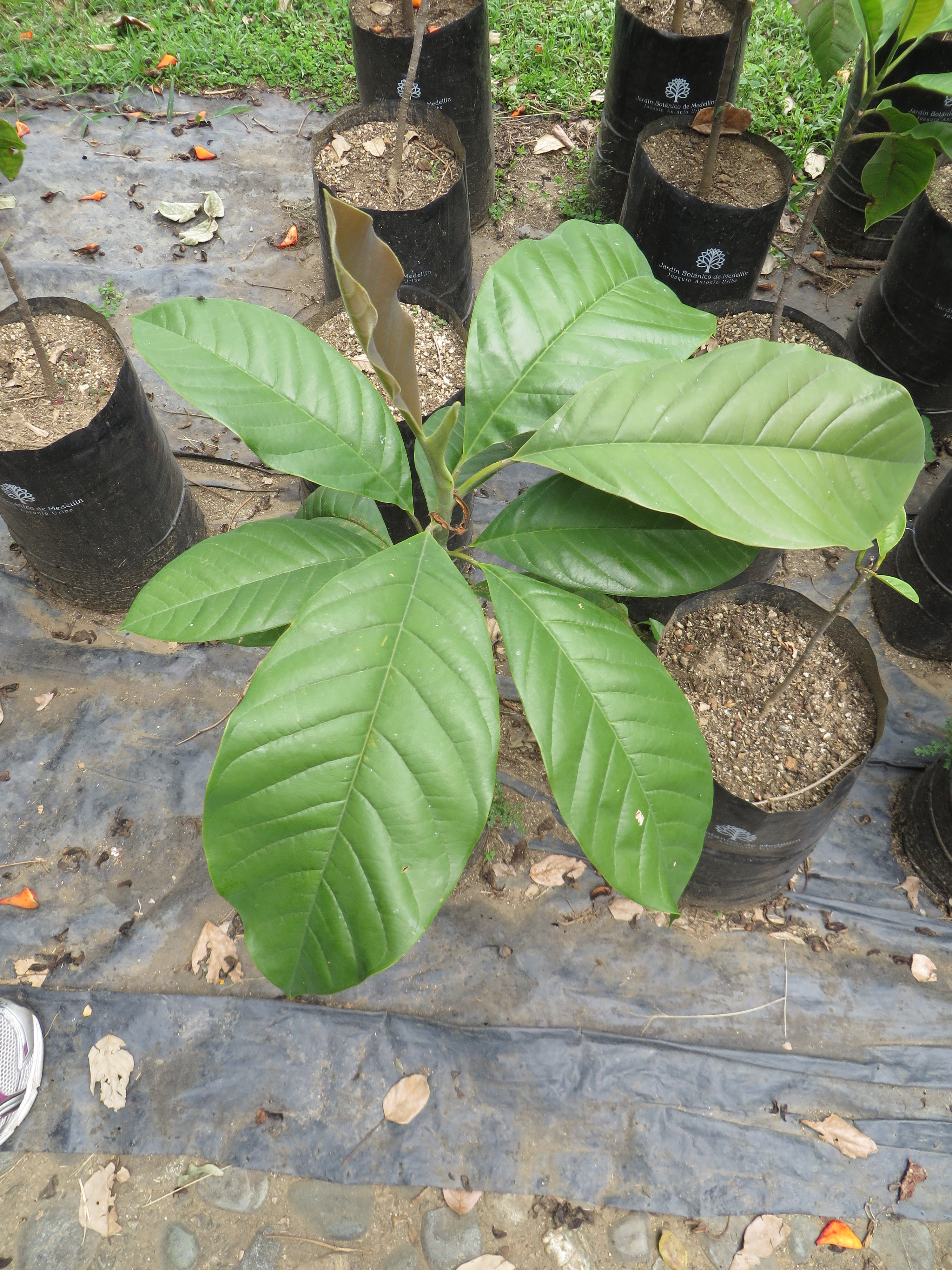
Plántula M. jardinensis

Las flores son polinizadas por insectos. La formación de frutos es baja ya que se presentan numerosos abortos durante este proceso. Se logra diferenciar dos periodos con mayor presencia de frutos, esto es durante los meses de diciembre a febrero, y entre agosto y septiembre, cuando se presentan aumento en las lluvias(Suárez, 2008). Las semillas son dispersadas por aves y pequeños mamíferos.